# John Arne Riise
John Arne Semundseth Riise, född 24 september 1980, är en norsk före detta fotbollsspelare och sedermera tränare. Under sin spelarkarriär spelade Riise vänsterback och vänstermittfältare.
Innan Riise debuterade i det norska A-landslaget hade han spelat i U16-, U18- och U21-landslagen. Han blev ordinarie landslagsman under slutet av kvalet inför VM 2002 fortsatte under kvalet inför EM 2004. 
Riise skrev som 17-åring 1998 kontrakt med AS Monaco och vann franska Ligue 1 säsongen 1999/2000. År 2001 köptes Riise av Liverpool FC för fyra miljoner brittiska pund och där han senare 2005 var med och vann Champions League.
Den 22 april 2008, i hemmamötet av Champions League-semifinalen mot Chelsea, gjorde Riise ett snöpligt självmål i 94:e matchminuten vilket gav slutresultatet 1–1 till Liverpools förtret. Riise såldes senare under sommaren till Serie A-laget AS Roma.
Efter tre säsonger och 99 ligamatcher för Roma skrev Riise den 13 juli 2011 på ett treårskontrakt med Fulham FC.
Riises mamma är den enda registrerade norska kvinnliga fotbollsagenten. Hans bror, Bjørn Helge Riise, var också professionell fotbollsspelare.

## Meriter
- Champions League: 2005 med Liverpool FC[4]
- Franska ligan: 2000 med AS Monaco[4]
- Engelska ligacupen: 2003 med Liverpool[5]
- FA-Cupen: 2006 med Liverpool[4]
- Supercupen: 2002, 2006 med Liverpool[4]
- Cyperns förstadivision: 2015 med APOEL Nicosia[4]
- Cypriotiska cupen: 2015 med APOEL Nicosia[4]
- Årets Kniksen 2006[2]
- Flest landskamper för det norska herrlandskamp[2]